# Štěchov
Štěchov (in tedesco Sczechow) è un comune della Repubblica Ceca facente parte del distretto di Blansko, in Moravia Meridionale.